# Japonska Formula 2000 sezona 1975
Japonska Formula 2000 sezona 1975 je bila tretje prvenstvo Japonske Formule 2000, ki je potekalo med 4. marcem in 2. novembrom 1975. 

## Koledar dirk
| Št | Dirkališče | Država   | Datum         | Krogi | Razdalja         | Čas      | Hitrost | Zmagovalec        | Pole              | Najh. krog        |
| -- | ---------- | -------- | ------------- | ----- | ---------------- | -------- | ------- | ----------------- | ----------------- | ----------------- |
| 1  | Fuji       | Japonska | 4. marec      | 35    | 7.015=245,525 km | 51'39.94 |         | Masahiro Hasemi   | Masahiro Hasemi   | Masahiro Hasemi   |
| 2  | Suzuka     | Japonska | 25. marec     | 25    | 6.000=150 km     | 51'43.2  |         | Masahiro Hasemi   | Kazuyoshi Hoshino | Masahiro Hasemi   |
| 3  | Fuji       | Japonska | 13. julij     | 35    | 7.015=242,525 km | 56'13.89 |         | Kazuyoshi Hoshino | Kazuyoshi Hoshino | Kazuyoshi Hoshino |
| 4  | Suzuka     | Japonska | 29. september | 25    | 6.000=150 km     | 51'21.0  |         | Noritake Takahara | Kazuyoshi Hoshino | Noritake Takahara |
| 5  | Suzuka     | Japonska | 2. november   | 25    | 6.000=150 km     | 50'59.8  |         | Kazuyoshi Hoshino | Kazuyoshi Hoshino | Kazuyoshi Hoshino |

## Rezultati

### Dirkači
| Mesto | Dirkač            | Država   | Moštvo                   | Šasija  | Motor      | Japonska | Japonska | Japonska | Japonska | Japonska | Točke |
| ----- | ----------------- | -------- | ------------------------ | ------- | ---------- | -------- | -------- | -------- | -------- | -------- | ----- |
| 1     | Kazuyoshi Hoshino | Japonska | Victory Circle Club      | March   | BMW        | -        | 12       | 15       | 12       | 20       | 59    |
| 2     | Noritake Takahara | Japonska | Takahara Racing          | March   | BMW        | 15       | -        | 12       | 20       | 12       | 59    |
| 3     | Masahiro Hasemi   | Japonska | Sakai Racing Team        | March   | BMW        | 20       | 15       | -        | 0        | 10       | 45    |
| 4     | Masami Kuwashima  | Japonska | Kuwashima Racing         | March   | BMW        | -        | -        | -        | 15       | 15       | 30    |
| 5     | Jiro Yoneyama     | Japonska | Hickock Racing Team      | Surtees | Ford       | 8        | 4        | 4        | 8        | 6        | 30    |
| 6     | Nahoiro Fujita    | Japonska | Team Phoenix             | Nova    | BMW        | 3        | 6        | 8        | 10       | 10       | 27    |
| 7     | Hiroshi Fushida   | Japonska | Fushida Racers           | March   | BMW        | 10       | 0        | 10       | 6        | -        | 26    |
| 8     | Kuniomi Nagamatsu | Japonska | Victory Circle Club      | March   | Mitsubishi | 12       | 0        | 0        | 1        | 3        | 16    |
| 9     | Tomohiko Tsutsumi | Japonska | Privatnik                | March   | Ford       | 6        | -        | 0        | 2        | 8        | 16    |
| 10    | Kenji Takahashi   | Japonska | Takahara Racing          | March   | BMW        | -        | 10       | -        | -        | -        | 10    |
| 11    | Haruhito Yanagida | Japonska | Japan Racing Development | Brabham | Ford       | -        | 8        | -        | -        | -        | 8     |
| 12    | Tetsu Okada       | Japonska | Racing Shop Yatsuka      | Surtees | Ford       | -        | -        | -        | 4        | 4        | 8     |
| 13    | Moto Kitano       | Japonska | Japan Racing Development | Brabham | BMW        | 0        | 0        | 6        | -        | -        | 6     |
| 14    | Shigeki Asaoka    | Japonska | ISCC Team JK             | Brabham | Ford       | 4        | -        | 0        | -        | 0        | 4     |
| 15    | Naoki Nagasaki    | Japonska | Heroes Racing Company    | March   | BMW        | -        | -        | -        | 3        | 0        | 3     |
| 16    | Kenji Tohira      | Japonska | Japan Racing Development | Brabham | Ford       | 2        | -        | -        | -        | -        | 2     |